# حجفات (ذي السفال)

تعديل مصدري - تعديل

حجفات هي إحدى قرى عزلة وادي ضباء بمديرية ذي السفال التابعة لمحافظة إب، بلغ تعداد سكانها 794 نسمة حسب تعداد اليمن لعام 2004.